# James Marr
James William Slesser Marr (ur. 9 grudnia 1902 w Cushnie w Aberdeenshire, zm. 29 kwietnia 1965) – szkocki biolog morski, polarnik, uczestnik ostatniej wyprawy antarktycznej Ernesta Shackletona (1874–1922), uczestnik Brytyjsko-Australijsko-Nowozelandzkiej Ekspedycji Antarktycznej (ang. British Australian and New Zealand Antarctic Research Expedition, BANZARE) pod dowództwem Douglasa Mawsona (1882–1958), pierwszy dowódca tajnej operacji Tabarin (1943–1945). 

## Życiorys
James William Slesser Marr urodził się 9 grudnia 1902 roku w Cushnie w Aberdeenshire. Studiując na University of Aberdeen zgłosił się jako jeden z tysięcy ochotników z Boy Scouts, by wziąć udział w wyprawie Ernesta Shackletona (1874–1922), mającej na celu opłynięcie Antarktydy na statku „Quest”, by uczestniczyć w eksploracji wybrzeża Morza Weddella i licznych wysp subarktycznych. Shackleton wybrał Marra, który okazał się cenionym uczestnikiem ekspedycji. Po śmierci Shackletona w Grytviken na Georgii Południowej w 1921 roku wyprawa nie zrealizowała wszystkich swoich celów. Po powrocie Marr opublikował swoje wspomnienia w książce Into the frozen south (1923). Studia z zakresu historii antycznej (ang. Classics) ukończył w 1924 roku, a w 1925 roku uzyskał Bachelor’s degree z zoologii.  
W 1925 roku wziął udział w kolejnej wyprawie arktycznej kierowanej przez Grettira Algarssona i Franka Worsley’a (1872–1943), która opłynęła Spitsbergen. Po powrocie przez rok pracował naukowo w Aberdeen. W 1927 roku rozpoczął pracę dla programu badań Discovery Investigations – organizacji zajmującej się badaniami zasobów biologicznych obszaru Falkland Islands Dependencies. Jako biolog morski wziął udział w trzech ekspedycjach antarktycznych w latach 1928–1929, 1931–1933 i 1935–1937. 
W latach 1929–1931 był oddelegowany do Brytyjsko-Australijsko-Nowozelandzkiej Ekspedycji Antarktycznej (ang. British Australian and New Zealand Antarctic Research Expedition, BANZARE) pod dowództwem Douglasa Mawsona (1882–1958). W latach 1939–1940 brał udział w rejsie statku-przetwórni mięsa wielorybiego „Terje Viken”, by oszacować możliwości puszkowania i mrożenia mięsa wielorybiego na potrzeby wyżywienia w okresie wojennym.
Po powrocie wstąpił do Royal Navy i służył w Szkocji, Islandii, Afryce Południowej i na Cejlonie. W 1943 roku został wezwany do Wielkiej Brytanii, by objąć dowództwo tajnej brytyjskiej operacji Tabarin (1943–1945). Celem operacji było zabezpieczenie trwałej obecności Wielkiej Brytanii w Antarktyce poprzez założenie baz na Antarktydzie i w regionie (Falkland Islands Dependencies, FID) w obliczu roszczeń terytorialnych Argentyny oraz uniemożliwienie flocie niemieckiej korzystania z portów i zapasów na stacjach wielorybniczych. W pierwszym roku operacji założono dwie bazy na Deception Island i w Port Lockroy na Wiencke Island u wybrzeży Ziemi Grahama. 7 lutego 1945 roku Marr zrezygnował z wyprawy z powodu złego stanu zdrowia; dowództwo objął Kanadyjczyk kapitan Andrew Taylor. Za swoje zasługi na polu badań antarktycznych Marr otrzymał srebrny Medal Polarny. 
Po wojnie Marr ponownie pracował dla Discovery Investigations. W 1949 roku zaczął pracować jako Principal Scientific Officer dla instytutu oceanografii (ang. National Institute of Oceanography). Specjalizował się w badaniach nad krylem antarktycznym. Zmarł 29 kwietnia 1965 roku. 

## Odznaczenia
- 1936 – W. S. Bruce Medal[8]
- 1941 – brązowy Medal Polarny[9]
- 1954 – srebrny Medal Polarny[10]

## Upamiętnienie
Na cześć Marra nazwano następujące obiekty geograficzne w Antarktyce:
- Marr Ice Piedmont[11]
- Marr Bay[12]
- Marr Point[13]
- Mount Marr[14]